# Carin II
Carin II – statek niemiecki zwodowany w 1937 roku.

## Historia
Statek został podarowany w 1937 roku przez koncerny motoryzacyjne marszałkowi Rzeszy Hermannowi Göringowi. Po wojnie zdobyty przez Brytyjczyków jacht stał się okrętem flagowym Flotylli Królewskiej Marynarki Wojennej na Renie i statkiem wycieczkowym brytyjskiej rodziny królewskiej. W 1951 roku został przemianowany na „Prince Charles”. Jacht w 1960 roku został zwrócony Emmie Göring, wdowie po marszałku. Jednak w późniejszym okresie został sprzedany drukarzowi z Bonn. Wówczas został przemianowany na „Theresia” i udostępniony środowisku studenckiemu w Bonn jako miejsce konferencji. Statek w 1973 zakupił Gerd Heidemann, dziennikarz Sterna i kolekcjoner pamiątek z czasów hitlerowskich. Został odbudowany przez dziennikarza. Kadłub wykonano z drewna tekowego, natomiast salon z orzecha kaukaskiego. Na pokładzie statku spotykał się m.in. z dawnymi funkcjonariuszami nazistowskimi. Jednak dziennikarz był mocno zadłużony po zakupie jachtu. W celu pokrycia zadłużenia sprzedał dom. Na początku 1985 roku Deutsche Bank zajął statek, ponieważ dziennikarz nie spłacił pożyczki, która została zaciągnięta na renowację. Egipski agent naftowy Mustafa Karim nabył statek na aukcji w 1988 roku.